# 2023년 FIFA 여자 월드컵 결승전
2023년 FIFA 여자 월드컵 결승전(영어: 2023 FIFA Women's World Cup Final)은 2023년 8월 20일에 2023년 FIFA 여자 월드컵의 우승 팀을 가리기 위해 열린 경기이다. 오스트레일리아 시드니에 위치한 스타디움 오스트레일리아에서 열렸으며 스페인과 잉글랜드가 맞붙었다.

## 장소
후원 이유로 아코르 스타디움(Accor Stadium)으로 알려진 스타디움 오스트레일리아가 2021년 3월 31일에 최종 장소로 선정되었다. 1999년 3월에 개장한 이 경기장은 2000년 하계 올림픽을 개최하기 위해 지어졌으며 현재 81,500명을 수용할 수 있다. 이 경기장은 2000년 올림픽 남자 축구 금메달 경기와 결승전을 포함한 2015년 AFC 아시안컵 남자 경기를 주최했다. 이 경기장에서는 콘서트 외에도 럭비 리그, 럭비 유니온, 크리켓, 호주식 축구 등 다양한 스포츠 경기가 열린다.

## 결승전까지의 경기
| 순위 | 팀         | 경기 | 승점 |
| ---- | ---------- | ---- | ---- |
| 1    | 일본       | 3    | 9    |
| 2    | 스페인     | 3    | 6    |
| 3    | 잠비아     | 3    | 3    |
| 4    | 코스타리카 | 3    | 0    |

| 순위 | 팀             | 경기 | 승점 |
| ---- | -------------- | ---- | ---- |
| 1    | 잉글랜드       | 3    | 9    |
| 2    | 덴마크         | 3    | 6    |
| 3    | 중화인민공화국 | 3    | 3    |
| 4    | 아이티         | 3    | 0    |

## 경기 결과
| 스페인              | 1 – 0  | 잉글랜드 |
| ------------------- | ------ | -------- |
| - 올가 카르모나 29′ | 리포트 |          |

| 스페인 | 잉글랜드 |

| GK          | 23 | 카타 콜              |     |     |
| RB          | 2  | 오나 바체            |     |     |
| CB          | 4  | 이레네 파레데스      |     |     |
| CB          | 14 | 라이아 코디나        |     | 73′ |
| LB          | 19 | 올가 카르모나 (주장) |     |     |
| DM          | 3  | 테레사 아베예이라    |     |     |
| CM          | 6  | 아이타나 본마티      |     |     |
| CM          | 10 | 헤니페르 에르모소    |     |     |
| RF          | 17 | 알바 레돈도          |     | 60′ |
| CF          | 18 | 살마 파라유엘로      | 78′ |     |
| LF          | 8  | 마리오나 칼덴테이    |     | 90′ |
| 교체 선수:  |    |                      |     |     |
| DF          | 12 | 오이아네 에르난데스  |     | 60′ |
| DF          | 5  | 이바나 안드레스      |     | 73′ |
| FW          | 11 | 알렉시아 푸테야스    |     | 90′ |
| 감독:       |    |                      |     |     |
| 호르헤 빌다 |    |                      |     |     |

| GK            | 1  | 메리 업스            |     |     |
| CB            | 16 | 제스 카터            |     |     |
| CB            | 6  | 밀리 브라이트 (주장) |     |     |
| CB            | 5  | 알렉스 그린우드      |     |     |
| RWB           | 2  | 루시 브론즈          |     |     |
| LWB           | 9  | 레이철 댈리          |     | 46′ |
| CM            | 8  | 조지아 스탠웨이      |     |     |
| CM            | 4  | 키라 월시            |     |     |
| CM            | 10 | 엘라 툰              |     | 87′ |
| CF            | 23 | 앨레시아 루소        |     | 46′ |
| CF            | 11 | 로렌 헴프            | 55′ |     |
| 교체 선수:    |    |                      |     |     |
| FW            | 7  | 로렌 제임스          |     | 46′ |
| FW            | 18 | 클로이 켈리          |     | 46′ |
| FW            | 19 | 베서니 잉글랜드      |     | 87′ |
| 감독:         |    |                      |     |     |
| 사리나 비흐만 |    |                      |     |     |

| 최우수 선수: 올가 카르모나 (스페인) 부심: 브룩 메이요 (미국) 캐스린 네스비트 (미국) 대기심: 야마시타 요시미 (일본) 후보 대기심: 메이엔스 렌스 (수리남) 비디오 판독심: 타티아나 구스만 (니카라과) 보조 비디오 판독심: 폴 판 부컬 (네덜란드) 오프사이드 비디오 판독심: 엘라 더 프리스 (벨기에) 지원 비디오 판독심: 아르만도 빌라리얼 (미국) | 경기 규정: - 90분 - 필요시 연장전 30분 - 연장전 후에도 동점 시 승부차기 - 교체 선수 12명 등록 - 최대 5명 교체 가능하고 연장전에서 6번째 선수 교체 가능. |